# Ligue des champions de l'OFC 2007-2008
Navigation
Édition 2007 Édition 2008-2009
La Ligue des Champions de l'OFC 2008 est la 7e édition de la Ligue des Champions de l'OFC (Confédération du football d'Océanie). Elle met aux prises les champions des différentes nations affiliées à l'OFC.
L'édition 2007-2008 de la Ligue des Champions s'est déroulé du 12 juin 2007 au 11 mai 2008. L'évènement est remporté par le club néo-zélandais Waitakere United qui bat en finale le club salomonais du Kossa FC (défaite à l'aller 1-3, victoire 5-0 au match retour). Il s'agit du deuxième titre consécutif pour le club de Waitakere après celui de 2007.
Le tournoi est marqué par la performance du Kossa FC qui devient le premier club des Îles Salomon à atteindre la finale. Le vainqueur Waitakere United est donc qualifié pour la Coupe du monde des clubs 2008.

## Déroulement de la compétition

### Tour préliminaire
| Club                | Nation                                   |
| ------------------- | ---------------------------------------- |
| Tafea FC            | Champion du Vanuatu                      |
| JS Baco             | Champion de Nouvelle-Calédonie 2006-2007 |
| University-Inter FC | Champion de Papouasie-Nouvelle-Guinée    |

Le vainqueur de ce tour préliminaire est qualifié pour la phase de groupe de la Ligue des Champions. Le représentant des Îles Cook le Sokattack Nikao devait se joindre à ce tour préliminaire avant d'annuler sa participation.
Le tour préliminaire s'est déroulé à Nouméa en Nouvelle-Calédonie.
| Rang | Équipe              | Pts | J | G | N | P | Bp | Bc | Diff |  | Résultats (▼ dom., ► ext.) |  |     |     |
| ---- | ------------------- | --- | - | - | - | - | -- | -- | ---- |  | -------------------------- |  | --- | --- |
| 1    | Tafea FC            | 6   | 2 | 2 | 0 | 0 | 10 | 1  | +9   |  | Tafea FC                   |  | 5-0 | 5-1 |
| 2    | JS Baco             | 3   | 2 | 1 | 0 | 1 | 2  | 5  | -3   |  | JS Baco                    |  |     | 2-0 |
| 3    | University-Inter FC | 0   | 2 | 0 | 0 | 2 | 1  | 7  | -6   |  | University-Inter FC        |  |     |     |

Grâce à ses deux victoires, le club de Vanuatu Tafea FC se qualifie pour le tournoi final de la Ligue des Champions et permet au Vanuatu d'obtenir une place assurée en phase de poules de la prochaine Ligue des Champions.

### Phase de groupes
| Club             | Nation                                                                                        |
| ---------------- | --------------------------------------------------------------------------------------------- |
| Auckland City FC | Champion de Nouvelle-Zélande 2006-2007                                                        |
| Ba FC            | Champion des Fidji 2007                                                                       |
| Kossa FC         | Champion des Îles Salomon                                                                     |
| Tafea FC         | Vainqueur du tour préliminaire                                                                |
| AS Manu-Ura      | Championnat de Polynésie française 2006-2007                                                  |
| Waitakere United | Premier de la phase régulière du Championnat de Nouvelle-Zélande 2006-2007 et tenant du titre |

#### Groupe A
| Rang | Équipe           | Pts | J | G | N | P | Bp | Bc | Diff |  | Résultats (▼ dom., ► ext.) |     |     |     |
| ---- | ---------------- | --- | - | - | - | - | -- | -- | ---- |  | -------------------------- | --- | --- | --- |
| 1    | Waitakere United | 8   | 4 | 2 | 2 | 0 | 5  | 3  | +2   |  | Waitakere United           |     | 1-1 | 2-1 |
| 2    | Auckland City FC | 7   | 4 | 2 | 1 | 1 | 8  | 2  | +6   |  | Auckland City FC           | 0-1 |     | 6-0 |
| 3    | AS Manu-Ura      | 1   | 4 | 0 | 1 | 3 | 2  | 10 | -8   |  | AS Manu-Ura                | 1-1 | 0-1 |     |

- En raison de sa dernière place sur l'ensemble des deux groupes, le champion de Polynésie française perd sa place directe en tournoi final de la prochaine Ligue des Champions de l'OFC.

#### Groupe B
| Rang | Équipe   | Pts | J | G | N | P | Bp | Bc | Diff |  | Résultats (▼ dom., ► ext.) |     |     |     |
| ---- | -------- | --- | - | - | - | - | -- | -- | ---- |  | -------------------------- | --- | --- | --- |
| 1    | Kossa FC | 8   | 4 | 2 | 2 | 0 | 8  | 4  | +4   |  | Kossa FC                   |     | 1-1 | 2-0 |
| 2    | Tafea FC | 5   | 4 | 1 | 2 | 1 | 4  | 4  | 0    |  | Tafea FC                   | 1-1 |     | 2-1 |
| 3    | Ba FC    | 3   | 4 | 1 | 0 | 3 | 4  | 8  | -4   |  | Ba FC                      | 2-4 | 1-0 |     |

#### Finale
| Finale Aller  | Kossa FC                   | 3 - 1 | Waitakere United | Lawson Tama Stadium, Honiara                   |                                                |
| 26 avril 2008 | Luwi 21e et 41e · Naka 85e |       | Perry 49e        | Spectateurs : 18 000 Arbitrage : Rakesh Varman | Spectateurs : 18 000 Arbitrage : Rakesh Varman |
| 26 avril 2008 | (Rapport)                  |       |                  | Spectateurs : 18 000 Arbitrage : Rakesh Varman | Spectateurs : 18 000 Arbitrage : Rakesh Varman |

| Finale Retour | Waitakere United                                      | 5 - 0 | Kossa FC | Trusts Stadium, Waitakere     |                               |
| 3 mai 2009    | Totori 8e · Emblen 25e · Pearce 72e, 78e · Butler 85e |       |          | Arbitrage : Benjamin Williams | Arbitrage : Benjamin Williams |
| 3 mai 2009    | (Rapport)                                             |       |          | Arbitrage : Benjamin Williams | Arbitrage : Benjamin Williams |

#### Vainqueur
| Ligue des Champions 2007-2008 Waitakere United Deuxième titre |